# Typhlotanais kussakini
Typhlotanais kussakini is een naaldkreeftjessoort uit de familie van de Typhlotanaidae. De wetenschappelijke naam van de soort is voor het eerst geldig gepubliceerd in 1970 door Kudinova-Pasternak.